# Сесилія Сондерс
Сесилія Мері Строуд Сондерс OM DBE FRCS FRCP FRCN (22 червня 1918 — 14 липня 2005) — англійська медсестра, соціальна працівниця, лікарка і письменниця. Вона відома своєю роботою в галузі досліджень термінальної допомоги та її роллю в зародженні руху госпісів, підкреслюючи важливість паліативної допомоги в сучасній медицині та виступаючи проти легалізації добровільної евтаназії.

## Молоді роки і навчання
Сондерс народилася в Барнеті, Гертфордшир, у сім'ї Філіпа Ґордона Сондерса, дипломованого землеміра та землевласника, і Мері Крістіан Найт. У неї було двоє молодших братів, Джон Фредерік Стейсі Сондерс і Крістофер Ґордон Строд Сондерс.
Після відвідування школи Родін (1932–37) Сондерс почала вивчати політику, філософію та економіку в коледжі Святої Анни в Оксфорді в 1938 році. Під час війни вона вирішила стати медсестрою і з 1940 до 1944 року проходила навчання в школі медсестер Найтінґейл при лікарні Святого Томаса. Повернувшись до коледжу Святої Анни після травми спини в 1944 році, вона отримала ступінь бакалавра в 1945 році, здобула кваліфікацію медичного соціального працівника в 1947 році, а згодом пройшла підготовку лікаря в медичній школі лікарні Святого Томаса (тепер об’єднана в медичний факультет Королівського коледжу Лондона) і отримала бакалаврат медицини і хірургії у 1957 році.

## Стосунки
У 1948 році Сондерс мала стосунки з пацієнтом Елою Маєром «Давидом» Тасмою, польсько-єврейським біженцем, який, втікши з Варшавського ґетто, працював офіціантом; він помирав від раку. Він заповів їй 500 фунтів стерлінгів «на одне вікно у майбутньому домі». Ця пожертва спонукала Сесилію до ідеї, що пізніше матеріалізувалась у створення госпісу Святого Христофора в районі Сіденгем у Лондоні. Ця пожертва увічнена простою скляною табличкою при вході в госпіс.
Навчаючись на програмі соціальної роботи, вона провела відпустку з кількома відданими християнами і офіційно прийняла християнство. Наприкінці 1940-х років Сондерс почала працювати неповний робочий день у Домі святого Луки для вмираючих бідних у Бейсвотері, і частково це спонукало її в 1951 році почати навчання на лікаря.

## Госпіс
Через рік вона почала працювати в госпісі Святого Йосипа, католицькій установі в Гекні у Східному Лондоні, де вона залишалася протягом семи років, досліджуючи питання боротьби з болем. Там вона зустріла другого поляка, Антонія Міхневича, пацієнта, в якого закохалася. Його смерть у 1960 році збіглася зі смертю батька Сондерс у 1961 році та ще одного друга, і ввела її в стан, який вона пізніше назвала «патологічним горем». Але вона вже вирішила створити власний госпіс, який обслуговував би онкохворих, і сказала, що смерть Міхневича показала їй, що «як тіло слабшає, так дух стає сильнішим».
Сондерс сказала, що після 11 років роздумів над проєктом вона склала всеосяжний план і шукала фінансування після прочитання Псалма 37: «Віддай свою дорогу Господеві; довірся також Йому, і Він здійснить це». Їй вдалося заручитися підтримкою Альбертіни Віннер, заступниці головного лікаря Міністерства охорони здоров’я на той час. Пізніше, як Дама Альбертина Віннер, вона служила головою церкви Святого Христофора. У 1965 році Сондерс отримала державну нагороду, ставши офіцером ордена Британської імперії.

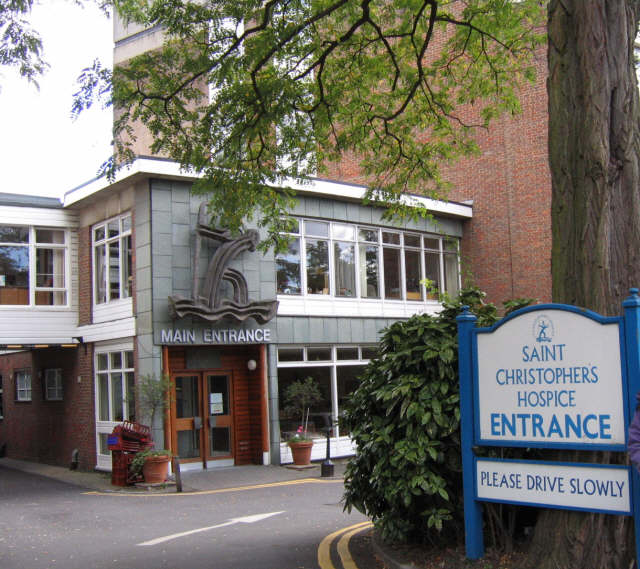
Госпіс Святого Христофора, Сіденгем, Лондон

У 1967 році був заснований Госпіс Святого Христофора, перший у світі спеціально побудований госпіс. Госпіс засновано на принципах поєднання навчання та клінічних досліджень, експертного лікування болю та полегшення симптомів із комплексним доглядом для задоволення фізичних, соціальних, психологічних та духовних потреб пацієнтів, а також потреб їхніх родин і друзів. Бачення Госпісу Святого Христофора ґрунтувалось на філософії догляду, яка полягає в тому, що «ти важливий, тому що ти є ти, ти важливий до останньої миті свого життя». Цей підхід, який вимагає спеціалізованої допомоги нової якості, призвів до появи нової медичної спеціальності – паліативної допомоги – яка може служити пацієнтам у ряді різних ситуацій. Дослідження показують, що лікарня Святого Христофора суттєво відрізнялася від лікарень 1960-х років, розроблених і керованих як «дім поза домом», де фізичне середовище було важливим. Це було місце, де пацієнти могли займатися садівництвом, писати, говорити – і робити собі зачіски. Сондерс постійно наголошувала, що ще багато чого потрібно було зробити, і вона працювала в цьому дусі як медичний директор з 1967 року, а потім, з 1985 року, як голова, і займала цю посаду до 2000 року, коли вона стала президентом.
Однак вона не хотіла, щоб лікарня Святого Христофора приймала хворих на СНІД у роки після появи синдрому. У листі до Державного секретаря з питань соціальних послуг вона заявила: «Ми маємо серйозні застереження щодо використання наших існуючих стаціонарних установ для хворих на СНІД», пояснюючи в меморандумі Спеціальному комітету з соціальних послуг: «Госпісна палата є дуже особистим місцем, де гостинні сім'ї з дітьми, щоб бути з помираючим членом сім'ї. Серед них, на мою думку, було б багато тих, хто дуже боявся б цього зробити, якби знали, що там приймають хворих на СНІД. Яким би ірраціональним він не був, цей страх є дуже реальним і стане додатковим тягарем для тих, хто переживає наближення втрати своїх найближчих».
Сондерс була англіканкою. У 1977 році архієпископ Кентерберійський присвоїв їй почесний докторський ступінь Ламбета. Пізніше вона була удостоєна відзнаки дами ордена Святого Григорія Великого (нагороджена Папою).
У 1979 році вона була призначена дамою-командором Ордена Британської імперії (DBE). У 1981 році нагороджена премією Темплтона, найвищою у світі щорічною премією, яку присуджують окремим особам. У 1989 році була нагороджена орденом «За заслуги» . У 2001 році вона отримала найбільшу в світі гуманітарну нагороду, гуманітарну премію Конрада Н. Гілтона, від імені госпісу Святого Христофора.
25 квітня 2005 року ще один портрет Сондерс був представлений у Національній портретній галереї. Сондерс була одним із героїв книги прем'єр-міністра Гордона Брауна «Мужність: вісім портретів». Вона була членом Королівського коледжу лікарів, членом Королівського коледжу медсестер і членом Королівського коледжу хірургів.
У госпісі Св. Христофора існує мистецька група, яка займається арт-терапією, музикотерапією, драматичною терапією та громадськими мистецтвами. Роботу мистецької групи відображено у двох публікаціях: «Догляд наприкінці життя: Посібник для терапевтів, художників і арт-терапевтів» і «Творче мистецтво в паліативній допомозі».

## Шлюб
У 1963 році, через три роки після смерті Міхневича, Сондерс познайомилася з живописом Мар'яна Богуша-Шишка, польського емігранта та професора образотворчого мистецтва. Вони познайомилися і подружилися, а вона стала меценатом його мистецтва. Значна частина його робіт вивішена в госпісі Святого Христофора.
Богуш-Шишко мав давніше дружину в Польщі, яку він підтримував, і був побожним римо-католиком. У 1980 році, через п'ять років після смерті дружини, він одружився з Сондерс. Їй було 61, а йому 79. Богуш-Шишко помер у 1995 році у віці 94 років, проводячи свої останні дні в госпісі Святого Христофора.

## Благодійна організація
У 2002 році Сондерс стала співзасновником нової благодійної організації Cicely Saunders International, довіреною особою та президентом якої вона була як засновниця. Місія благодійної організації полягає в тому, щоб сприяти дослідженням для покращення догляду та лікування всіх пацієнтів із прогресуючою хворобою та зробити високоякісну паліативну допомогу всім, хто її потребує – у госпісі, лікарні чи вдома. Благодійна організація спільно створила перший у світі спеціально створений інститут паліативної допомоги – Інститут Сесилії Сондерс, і підтримала дослідження, спрямовані на покращення лікування таких симптомів, як задишка, дії, спрямовані на те, щоб краще відповідати вибору пацієнта та сім’ї в паліативній допомозі та краща підтримка літніх людей. Некролог Сесилії Сондерс у колекції Munk's Roll Королівського коледжу лікарів Лондона містить додаткову інформацію про її роботу з цією організацією.

## Медична етика
Сондерс відіграла важливу роль в історії медичної етики Великої Британії. Вона була радницею Ендрю Мефема, за доповіддю якого преподобний. Едвард Шоттер створив Лондонську медичну групу (LMG), попередницю Товариства з вивчення медичної етики, пізніше Інституту медичної етики. У 1972 році вона прочитала одну з перших лекцій LMG на тему болю, опублікувавши її як «Природа термінального болю та лікування».
Згодом це була одна з найбільш часто повторюваних і затребуваних лекцій LMG та інших подібних медичних груп, які виникли у Великій Британії, де вона часто читалася як їхня інавгураційна лекція. Її виступ про догляд за вмираючими пацієнтами був надрукований LMG у серії «Документація з медичної етики», попереднику журналу медичної етики.
Вона рішуче виступала проти добровільної евтаназії. Це було частково через її християнську віру, але вона також стверджувала, що це ніколи не потрібно, тому що ефективний контроль болю завжди можливий. Однак вона визнала, що обидві сторони в дебатах щодо евтаназії були проти непотрібного болю та втрати особистої гідності.

## Всеохопний біль
Сондерс представила концепцію «всеохопного болю», який включав фізичні, емоційні, соціальні та духовні страждання.

## Смерть
У Сондерс розвинувся рак грудей, але вона продовжувала працювати. Вона померла у віці 87 років у 2005 році в госпісі Святого Христофора. На відзнаку її 100-річчя, Google відзначив її дудлом Google.

## Біографія
Вона є темою біографії «Cicely Saunders: A Life and Legacy», опублікованої в 2018 році до 100-річчя від дня її народження.

## Звання та відзнаки

### Титули
- Міс Сесилія Сондерс (22 червня 1918 – 1957)
- Доктор Сесилія Сондерс (1957 – 1 січня 1965)
- Доктор Сесилія Сондерс OBE (1 січня 1965 – 31 грудня 1979)
- Dame Cicely Saunders DBE (31 грудня 1979 – 30 листопада 1989)
- Dame Cicely Saunders DBE OM (30 листопада 1989 – 14 липня 2005)

### Нагороди
- Член ордена «За заслуги» ( OM ) [30]
- Дама-командор ордена Британської імперії ( DBE ) [30]
- Член Королівського коледжу хірургів ( FRCS )
- Член Королівського коледжу лікарів ( FRCP )
- Член Королівського коледжу медсестер ( FRCN )
- Дама ордена Святого Григорія Великого (нагороджений Папою) [14]

## Подальше читання
- du Boulay, S (1984). Cicely Sanders: A life and legacy. London: Hodder and Staunton. ISBN 0-340-3510 3-9.
- Brown, G (2007). Courage: Eight Portraits. London: Bloomsbury. ISBN 978-0747565321.
- Clark, D (2018). Cicely Sanders: A life and legacy. New York and Oxford: Oxford University Press. ISBN 978-0190637934.
- Wood, J A (2021). Cicely Saunders and the legacies of ‘Total Pain’. PhD thesis, University of Glasgow. https://theses.gla.ac.uk/82450/

## Зовнішні посилання
- Portraits of Cicely Saunders at the National Portrait Gallery, London
- A personal therapeutic journey, Cicely Saunders British Medical Journal 1996
- Cicely Saunders International
- BBC Woman's Hour interview and history, broadcast 17 August 2001
- Appearance on Desert Island Discs 10 February 1995